# Musée de la mine de Blanzy
Le Musée de la Mine de Blanzy est un musée français consacré à l'histoire du bassin houiller de Saône-et-Loire, labellisé Musée de France, inauguré en 1978, sur l'ancien site minier de la commune de Blanzy, en Saône-et-Loire.

## Historique de l'exploitation du site
Jusqu'à la fermeture du "Fond" (extraction) en 1992, et du "Jour" (activité en surface) en 2000, le site de Blanzy constituait, avec celui de Montceau-les-Mines, l'un des trois bassins miniers bourguignons, exploités depuis le XVIe siècle.
  
Le site, qui dépendait alors de la baronnie de Montcenis, est exploité par François de la Chaise, entre 1761 et 1776, Roettier de la Tour en 1776-1777, la société Desgrange-Happey-Joly et Cie entre 1777 et 1779, puis la société Renard et Cie jusqu'en 1782. À cette date, François de la Chaise reprend l'exploitation du site jusqu'en 1786, puis abandonne tous ses droits à la fonderie royale de Montcenis.
Pendant la période révolutionnaire, le site est exploité par la société Pourtalès-Perret-Déplace et Cie jusqu'en 1818, par Jules Chagot jusqu'en 1826, par la société Chagot-Bassano-Perret jusqu'en 1856, puis par la Compagnie des Mines de Houille de Blanzy Chagot et Cie jusqu'en 1900.
À cette date, le site est exploité par la Société Anonyme des Houillères de Blanzy, dirigée par Emile Coste, jusqu'à ce qu'un décret de nationalisation de 1946, place les bassins de Blanzy-Montceau-les-Mines, Épinac et Decize-La Machine sous la direction de la Société des Houillères du Bassin de Blanzy, qui fusionne en 1969, avec les sociétés minières des bassins d'Aquitaine, d'Auvergne, des Cévennes, du Dauphiné, de la Loire et de Provence, pour former les Houillères de Bassin du Centre et du Midi, jusqu'à la fermeture des différents sites au cours des décennies suivantes.

## Origine du musée
Dans les années 1970, le personnel du site de Blanzy, constatant la disparition d’objets et d’équipements témoins de l’activité minière, décident de trouver un carreau (ensemble des installations de surface d'une mine, entourant le puits d'extraction) inactif, afin d’y regrouper, sous l'égide de l'Écomusée Creusot-Montceau nouvellement fondé, ce qui peut être conservé. 
Leur attention se porte alors sur le puits Saint-Claude, fermé depuis 1882. 
C'est ainsi qu'en 1974, est créée en partenariat avec la Ville de Blanzy, la Houillères et l'écomusée, l'association La Mine et les Hommes, chargée d'aménager et gérer le musée. 
La Société des Houillères de Blanzy met à disposition le terrain et cède du matériel; la Ville, l'écomusée (jusqu'au détachement du musée en 1981) puis la Délégation interministérielle à l'aménagement du territoire et à l'attractivité régionale, financent la construction du musée et les restaurations.
Le musée ouvre ses portes au public dès 1978, alors que le musée est en chantier.

## Construction et aménagement du musée
- En 1981, un chevalement du XIXe siècle, inscrit à l'IGPC en 1993[3], importé de la bure du Pré Long à Montceau-les-Mines, est remonté sur le puits Saint-Claude.
- En 1982, une salle des machines est construite, et une machine d’extraction réinstallée.
- En 1983, des rails sont posés.
- En 1984, une lampisterie est construite et équipée.
- En 1985, des galeries de mine sont reconstituées à la surface.
- En 1987, le bâtiment principal comprenant les réserves et l'accueil au RDC, puis une salle d'exposition et une autre audiovisuelle à l'étage, est construit.
- En 1988, le puits Saint-Claude est remis en service[6].

## Visite du musée

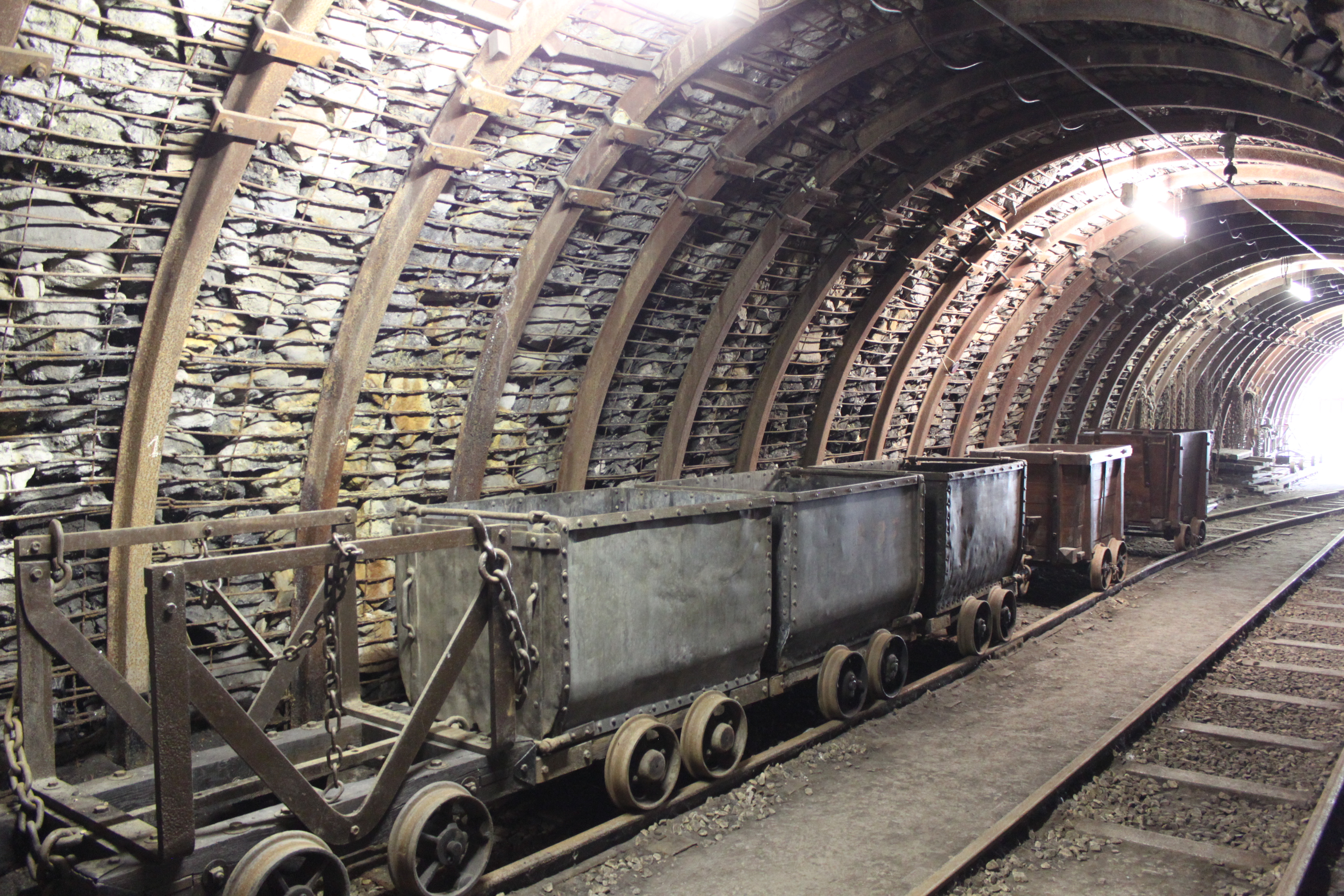
Galerie

Le musée de la Mine de Blanzy est ouvert du mois de mars au mois de novembre, pour les particuliers, et toute l'année sur RDV pour les groupes.
La visite du musée se décompose en deux temps :
- Le premier, libre, invite les visiteurs à découvrir l'histoire des mineurs de Blanzy depuis le XVIIIe siècle, à travers des photos et des gravures, dans la salle d'exposition, puis le processus de formation du charbon et les techniques minières, à travers une vidéo, dans la salle audiovisuelle.
- Le second, guidé pendant 1h15, par un bénévole de l'association, fait découvrir aux visiteurs les bâtiments, les machines et les installations, tant souterraines (galeries), que de surface (salle des pendus, lampisterie, chevalement, salle des machines, écurie), nécessaires à l'activité minière.